# Araguacema
Araguacema è un comune del Brasile nello Stato del Tocantins, parte della mesoregione Ocidental do Tocantins e della microregione di Miracema do Tocantins.